# Krigia dandelion
Krigia dandelion là một loài thực vật có hoa trong họ Cúc. Loài này được (L.) Nutt. mô tả khoa học đầu tiên năm 1818.